# Billboard Women in Music

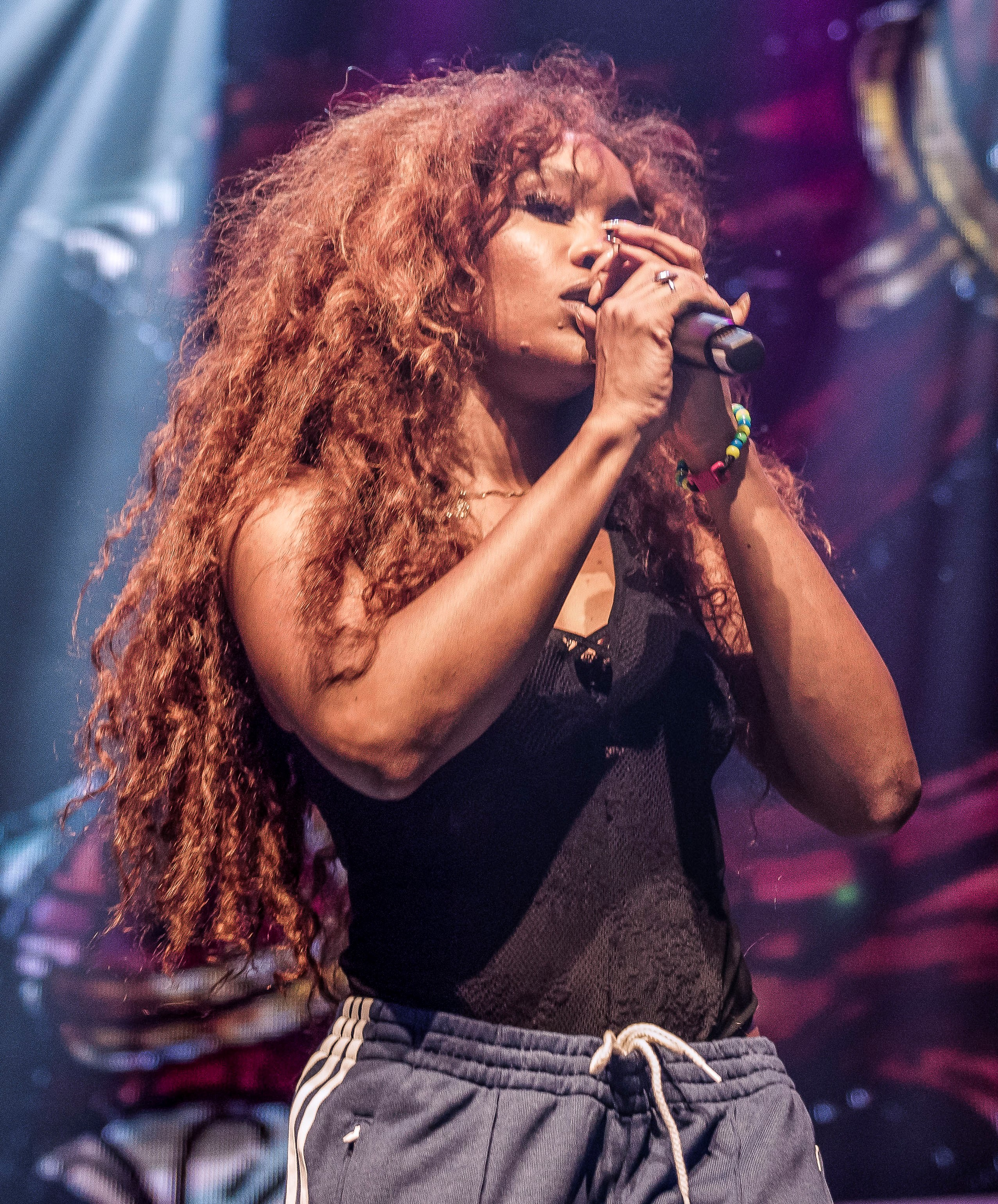
A cantora americana SZA a atuar durante a sua digressão CTRL the Tour em Toronto, a 23 de agosto de 2017. SZA foi, em 2018, a vencedora do Rulebreaker Award (Prémio Quebradora de Regras)

Billboard Women in Music é um evento anual realizado pela Billboard. O seu prémio principal é intitulado Woman Of The Year (Mulher do Ano), estabelecido para reconhecer "mulheres na indústria da música que fizeram contribuições significativas para o negócio e que, por meio do seu trabalho e sucesso contínuo, inspiram gerações de mulheres a assumir responsabilidades crescentes dentro da área" de acordo com a revista.

## Woman Of The Decade Award (Prémio Mulher da Década)
Taylor Swift foi homenageada com o primeiro Prémio Mulher da Década, por ser "uma das mais talentosas artistas musicais de todos os tempos ao longo dos anos 2010 (2010-2019)"
- 2010s: Taylor Swift (2019)

## Woman Of The Year Award (Prémio Mulher do Ano)
Em 2007, Reba McEntire foi homenageada com o primeiro Prémio Mulher do Ano da Billboard por causa do "seu sucesso como cantora, contribuições para o negócio e liderança em abraçar o negócio da música em mudança". Todos os anos desde então, a Billboard tem homenageado uma artista feminina com o prémio. Taylor Swift é a primeira e única mulher a ser homenageada mais de uma vez. A vencedora mais recente é Billie Eilish que é a artista mais jovem a ser homenageada com o prémio.
- 2007: Reba McEntire
- 2008: Ciara
- 2009: Beyoncé
- 2010: Fergie
- 2011: Taylor Swift
- 2012: Katy Perry
- 2013: Pink
- 2014: Taylor Swift
- 2015: Lady Gaga
- 2016: Madonna
- 2017: Selena Gomez
- 2018: Ariana Grande
- 2019: Billie Eilish
- 2020: Cardi B
- 2022: Olivia Rodrigo

## Rising Star Award (Prémio Estrela em Ascensão)
Em 2008, Colbie Caillat foi homenageada com o primeiro Prémio Estrela em Ascensão da Billboard por "a sua ascensão nas paradas pop e a repercussão que a sua música causou". Todos os anos, desde então, a Billboard homenageia uma artista feminina com o prémio.
- 2008: Colbie Caillat
- 2009: Lady Gaga[4]
- 2010: Jasmine Sullivan[5]
- 2011: Nicki Minaj[6]
- 2012: Carly Rae Jepsen[7]
- 2013: Janelle Monáe[8]
- 2014: Ariana Grande
- 2015: Kelsea Ballerini[9]
- 2016: Halsey
- 2017: Grace VanderWaal
- 2018: Hayley Kiyoko[10]
- 2019: Rosalía
- 2020: Chloe x Halle

## Triple Threat Award (Prémio Ameaça Tripla)
Em 2010, Lea Michele foi homenageada com o primeiro Prémio Ameaça Tripla da Billboard por causa da sua "excelência em atuação, canto e dança".
- 2010: Lea Michele[11]

## Rulebreaker Award (Prémio Quebradora de Regras)
O Prémio Quebradora de Regras reconhece artistas femininas que usam a sua música e plataforma para desafiar as expectativas tradicionais da indústria e promover uma mensagem poderosa para os jovens. Demi Lovato foi a primeira homenageada com o prémio em 2015.
- 2015: Demi Lovato[12]
- 2016: Alessia Cara
- 2017: Kehlani
- 2018: SZA[10]

## Trailblazer Award (Prémio Pioneira)
O Prémio Pioneira é concedido a uma artista feminina que atua como uma pioneira da indústria da música, usando sua plataforma para destacar vozes não ouvidas e abrir caminho para as futuras gerações de artistas. Hayley Williams foi a primeira homenageada com o prémio em 2014.
- 2014: Hayley Williams[13]
- 2015: Lana Del Rey
- 2016: Kesha[14]
- 2018: Janelle Monáe[15]
- 2019: Brandi Carlile[16]

## Group of the Year (Prémio Grupo do Ano)
- 2015: Fifth Harmony[17]

## Chart-Topper Award (Prémio Topo das Paradas)
- 2014: Iggy Azalea
- 2015: Selena Gomez[18]
- 2016: Meghan Trainor

## Icon Award (Prémio Ícone)
O Icon Award é concedido a uma artista feminina de realizações extraordinárias, que tenha feito contribuições históricas para a indústria e arte. Aretha Franklin foi a primeira a ser homenageada com o prémio em 2014.
- 2014: Aretha Franklin[19]
- 2015: Shania Twain
- 2016: Mary J. Blige
- 2018: Cyndi Lauper[15]
- 2019: Alanis Morissette[16]
- 2020: Jennifer Lopez

## Impact Award (Prémio Impacto)
O Impact Award foi concedido pela primeira vez a Solange Knowles porque ela "usa sua voz para capacitar e desenvolver novos futuros líderes por meio da sua persona no ar, plataforma e esforços filantrópicos para inspirar mudanças sociais entre as massas".
- 2017: Solange Knowles
- 2019: Alicia Keys

## Legend Award (Prémio Lenda)
- 2015: Loretta Lynn[20]

## Breakthrough Artist (Prémio Artista Revelação)
- 2014: Idina Menzel
- 2015: Tory Kelly[21]
- 2016: Maren Morris[22]
- 2017: Camila Cabello[23]

## Hitmaker Award (Prémio Criadora de Sucessos)
- 2015: Charli XCX
- 2020: Dolly Parton

## Innovator Award (Prémio Inovadora)
O Innovator Award reconhece artistas femininas que desafiam as convenções musicais, criam mudanças positivas e contribuem com novas ideias dentro e fora do seu trabalho criativo.
- 2015: Missy Elliott[24]
- 2018: Kacey Musgraves[10]

## Powerhouse Award
- 2014: Jessie J
- 2015: Brittany Howard
- 2016: Andra Day[25]
- 2017: Kelly Clarkson
- 2019: Megan Thee Stallion
- 2020: Dua Lipa
- 2022: Doja Cat

## Game Changer Award (Prémio Mudança no Jogo)
O Game Changer Award foi dado pela primeira vez a Nicki Minaj depois dela "se tornar a primeira mulher a marcar 100 aparições na parada Billboard Hot 100".
- 2019: Nicki Minaj[16]

## Global Force Award (Prêmio Força Global)
O prêmio Força Global foi dado pela primeira vez a Luísa Sonza em 2024.
- 2024: Luísa Sonza

## Executives of the Year (Executivos do Ano)
- 2015: Emma Banks, Carol Kinzel, Marlene Tsuchii, Sara Newkirk Simon, Samantha Kirby Yoh, Natalia Nastaskin, Marsha Vlasic, Caroline Yim, Marcie Allen, Jennifer Breithaupt, Debra Curtis, Sara Clemens, Tamara Hrivnak, Vivien Lewis, Heather Moosnick, Katie Schlosser, Monica Escobedo, Julie Gurovitsch, Lindsay Shookus, Debra Lee, Sarah Moll, Brittany Schreiber, Dawn Soler, Lia Vollack, Lori Badgett, Martha Henderson, Julie Boos, Mary Ann McCready, Michele Anthony, Candace Berry, Maria Fernandez, Wendy Goldstein, Julie Greenwald, Ethiopia Habtemariam, Allison Jones, Michelle Jubelirer, Cindy Mabe, Sylvia Rhone, Brenda Romano, Jacqueline Saturn, Julie Swidler, Dana DuFine, Maureen Ford, Amy Howe, Ali Harnell, Debra Rathwell, Kathy Willard, Lee Ann Callahan-Longo, Allison Kaye, Sarah Stennett, Ty Stiklorius, Elizabeth Matthews, Ann Sweeney, Kelli Turner, Jody Gerson, Jennifer Knoepfle, Carianne Marshall, Sas Metcalfe, Katie Vinten, Jess Besack, Sharon Dastur, Anya Grundmann[26]
- 2016: Bozoma Saint John, Julie Greenwald, Camille Hackney[27]
- 2017: Julie Greenwald[28]
- 2018: Danielle Aguirre, Jacqueline Charlesworth, Susan Genco, and Dina LaPolt[29]
- 2019: Desiree Perez[30]

## Women of the Year in Music
- 2018 Women of the Year in Music[29]

Latrice Burnett, Jennifer Hirsch-Davis - Island Records Nicki Farag - Def Jam Records Lori Feldman, Hildi Snodgrass - Warner Bros. Records Maria Fernandez - Sony Music Latin Andrea Ganis, Camille Hackney, Julliette Jones - Atlantic Records Wendy Goldstein, Sharon Dastur, Katina Bynum, Kerri Mackar - Republic Records Ethiopia Habtemariam - Motown Records Allison Jones - Big Machine Label Group Celine Joshua, Jennifer Baltimore, Elsa Yep - Universal Music Group Michelle Jubelirer - Capitol Music Group Sasha Junk - Kidz Bop Cris Lacy, Taylor Lindsey - Warner Music Nashville Cindy Mabe - Universal Music Nashville Jennifer Mallory - Columbia Records Sylvia Rhone, Traci Adams - Epic Records Brenda Romano, Annie Lee, Nicole Wyskoarko, Erika Savage -Interscope Geffen A&M Julie Swidler, Deirdre McDonald, Jennifer Fowler - Sony Music Entertainment Carolyn Williams, Camille Yorrick - RCA Records Desiree Perez - Roc Nation Dia Simms - Combs Enterprises Sarah Stennett - First Access Entertainment Ama Walton - BMG, Dana DuFine, Debra Rathwell, Brooke Michael Kain - AEG Amy Howe - Ticketmaster North America Kate McMahon, Sara Winter-Banks - Messina Touring Group Kathy Willard, Heather Parry, Maureen Ford, Tara Traub - Live Nation Entertainment Emma Banks, Marlene Tsuchii, Carole Kinzel, Caroline Yim - Creative Artists Agency Natalia Nastaskin, Cheryl Paglierani - United Talent Agency Yves C. Pierre, Jacqueline Reynolds-Drumm - ICM Partners